# Avalanche Sharks : Les Dents de la neige
Pour plus de détails, voir Fiche technique et Distribution.
Avalanche Sharks : Les Dents de la neige est un film d'horreur américain réalisé par Scott Wheeler, sorti en 2014.

## Synopsis
Pour une bande d'amis, c'est une semaine de pause (Spring break) à la montagne. Snowboard, alcool et sexe sont au programme pour ces jeunes bien décidés à en profiter. Libérée par une explosion déclenchée pour éviter les risques d'avalanche, une menace terrible surgit : un requin immense, venu des temps préhistoriques, affamé, attaque sans cesse tout le groupe.

## Fiche Technique
- Genre : Horreur
- Classification : Interdit aux moins de 12 ans

## Distribution
- Alexander Mendeluk : Wade
- Kate Nauta : Diana
- Benjamin Easterday : Lars
- Eric Scott Woods : Dale
- Kelle Cantwell : Madison
- Richard Gleason : le shérif
- Gina Holden : l'infirmière
- Jack Cullison : Ted
- Erika Jordan : Barb.